# Гельмольд из Босау

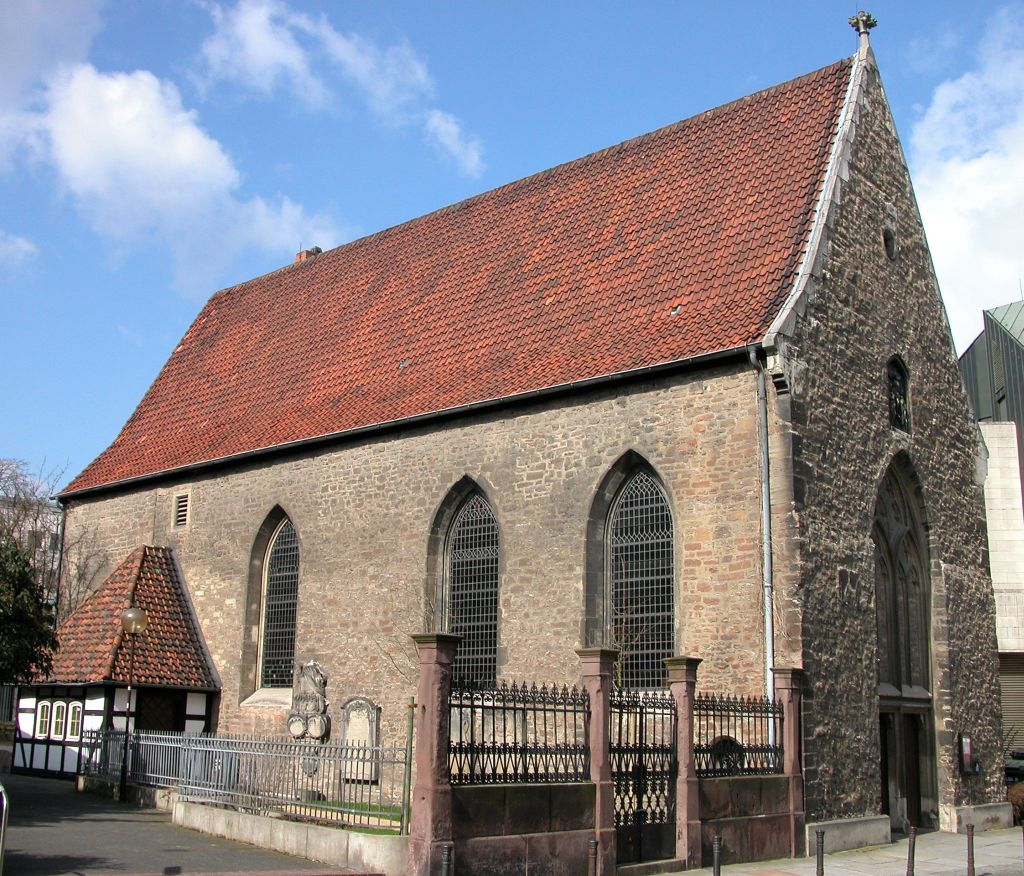
Часовня Св. Варфоломея в Брауншвейге, при которой в XII в. находилась школа Blasiusstiftes

Гельмольд из Босау (нем. Helmold von Bosau, лат. Helmoldus Bozoviensis или Helmoldus Bosvienensis; 1120, Гослар — 1177, Бозау) — немецкий хронист, священник и миссионер, монах-августинец, ученик первого епископа Любека Герольда Ольденбургского, автор «Славянской хроники».

## Биография

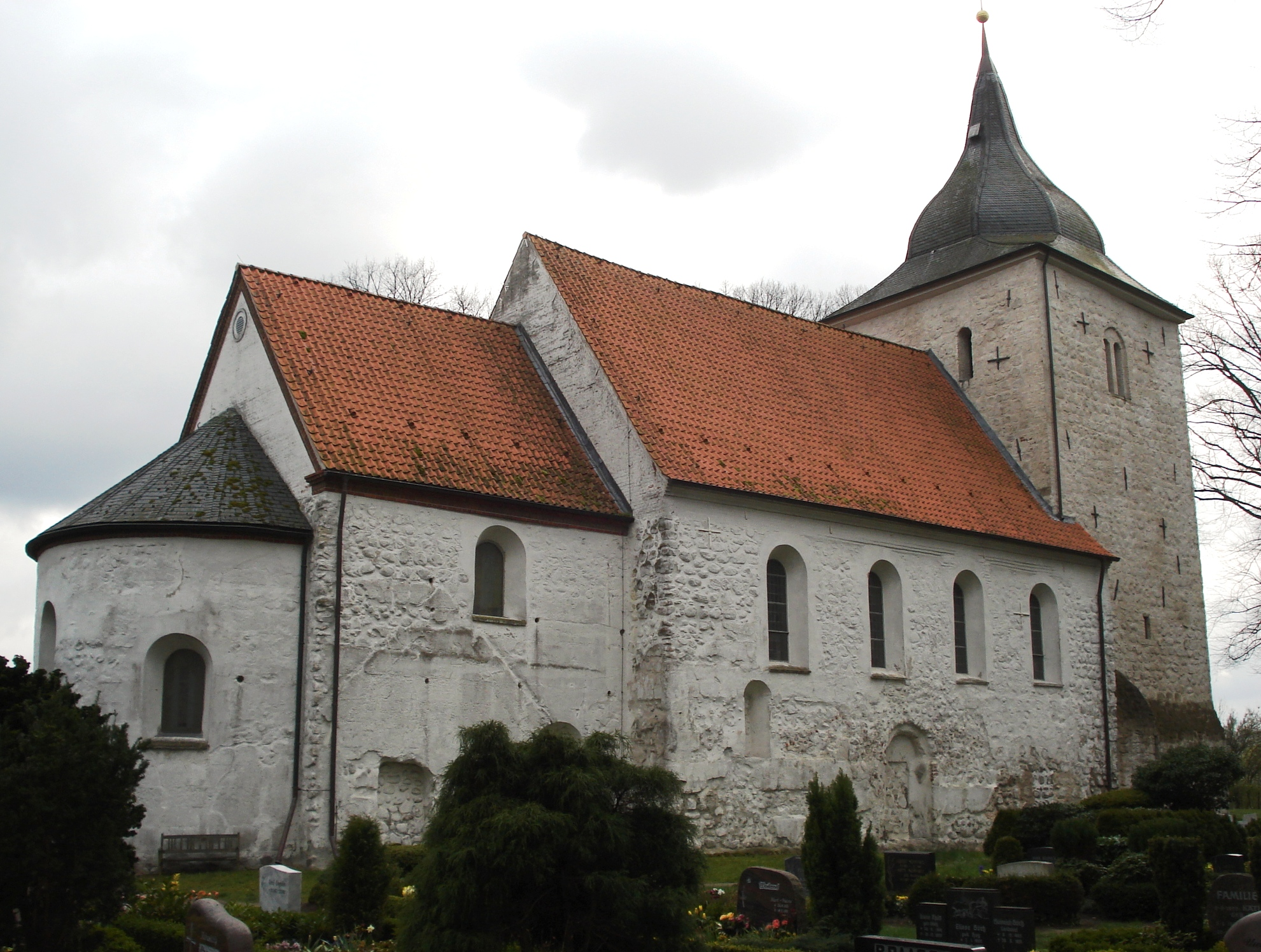
Приходская церковь Святого Петра в Бозау, XII в.

Родился около 1120 года в Госларе в предгорьях Гарца в Нижней Саксонии, и в 1134 году, в возрасте около 14 лет, принял постриг в монастыре августинцев в Зегеберге (Шлезвиг-Гольштейн), основанном германским императором Лотарем II. После разорения в 1138 году этого города славянами Прибыслава Вагрского, вынужден был бежать в Брауншвейг, где между 1139 и 1142 годами завершил своё духовное образование в школе Blasiusstiftes под руководством тамошнего епископа Герольда, возглавившего Альденбургскую епархию после смерти в 1154 году видного проповедника христианства среди славян Вицелина. Около 1143 года перебрался в Виппендорп в Гау Фальдера (совр. Ноймюнстер), где осел в основанном здесь Вицелином Новом монастыре (лат. Novum Monasterium) августинцев.
В 1150 году был рукоположен в диаконы, а в 1156 году в священники в Бозау на Плёнском озере. Умер там не ранее 1177 года, когда в последний раз упоминается в местных документах.

## Хроника
Автор «Славянской хроники» (лат. Chronicon Slavorum), написанной на латыни в 1163—1172 годах по просьбе епископа Герольда. В ней выделяются две части: первая, состоящая из 94 глав, охватывает период начиная со времён Карла Великого по 1163 год, вторая, законченная, возможно, после 1172 года, состоит всего из 14 глав и продолжает изложение до 24 июня 1171 года, заключения мира между Саксонией и Данией. В качестве основных источников использовал «Деяния архиепископов гамбургской церкви» Адама Бременского, «Всеобщую хронику» Эккехарда из Ауры, «Анналы Св. Дизибода», «Пёльденские анналы», а также жития Св. Ансгария, первого епископа Бремена Виллегада и Вицелина Ольденбургского.
В «Славянской хронике» содержится топографический обзор славянских земель, обстоятельно описываются обычаи и нравы, а также важнейшие события истории племён вендов и ободритов в эпоху перехода их от язычества к христианству; информация о немецко-славянских отношениях в период расселения немцев на Восток. Помимо прочего, приводятся ценные сведения о миссионерской деятельности Вицелина среди полабских славян, о сражениях с последними и подвигах герцога Саксонии Генриха Льва, об основании новых епископств, в частности, Ольденбургского, о перенесении последнего в 1160 году в Любек, о германизации Шлезвига и призыве на обезлюдевшие славянские земли немецких поселенцев.
«Славянская хроника» Гельмольда была дополнена до 1209 года Арнольдом, первым аббатом бенедиктинцев в Любеке, и в XIV веке, вместе с продолжением, стала основой для «Мекленбургской рифмованной хроники» Эрнста фон Кирхберга.

## Рукописи и издания
Оригинальная рукопись «Славянской хроники» Гельмольда утрачена была ещё в старину, сохранилось лишь несколько поздних её манускриптов XV—XVI веков, хранящихся ныне в Королевской библиотеке Дании в Копенгагене, городской библиотеке Любека и библиотеке Нойклостерского аббатства в Винер-Нойштадте (Нижняя Австрия). Впервые она была напечатана в 1556 году во Франкфурте-на-Майне Зигмундом Шоркелем. Научное издание её подготовлено было в 1868 году Иоганном Мартином Лаппенбергом в Ганновере для 21 тома «Памятников германской истории» и в том же году выпущено там же отдельным оттиском из «Scriptores rerum germanicarum». На немецкий язык «Славянскую хронику» перевёл Йозеф М. Лаурент (Берлин, 1852).
Комментированный русский перевод, выполненный историком-полонистом научным сотрудником Ленинградского отделения Института славяноведения АН СССР Л. В. Разумовской, опубликован в 1963 году в академической серии «Памятники средневековой истории народов Центральной и Восточной Европы», и в 2011 году переиздан в сборнике «Славянские хроники» из серии «MEDIÆVALIA: средневековые литературные памятники и источники» издательства «Русская панорама», вместе с переводами хроник Адама Бременского и Арнольда Любекского, выполненными И. В. Дьяконовым.

## Публикации
- Helmoldi Presbyteri Chronica Slavorum, hrsg. von J. M. Lappenberg // Monumenta Germaniae Historica. — Tomus XXI. — Hannover, 1868. — pp. 1—99. — (Scriptores).
- Helmolds Slavenchronik (Helmoldi presbyteri Bozoviensis Cronica Slavorum), hrsg. von Bernhard Schmeidler. — Hannover: Hahnsche Buchhandlung, 1937. — xxxii, 284 p. — (MGH, Scriptores rerum Germanicarum in usum scholarum separatim editi 32).
- Гельмольд. Славянская хроника / Предисл., пер. и примеч. Л. В. Разумовской. — М.: Издательство АН СССР, 1963. — 299 с. — (Памятники средневековой истории народов Центральной и Восточной Европы). — 2500 экз.
- Гельмольд из Босау. Славянская хроника / Пер. Л. В. Разумовской // Адам Бременский, Гельмольд из Босау, Арнольд Любекский. Славянские хроники. — М.: SPSL; Русская панорама, 2011. — С. 151—304. — (MEDIÆVALIA: средневековые литературные памятники и источники). — ISBN 978-5-93165-201-6.